# Carl Meister (Schauspieler)
Carl Meister (* 6. August 1818 in Dresden; † 11. Dezember 1876 ebenda) war ein deutscher Schauspieler und Regisseur.

## Leben und Wirken
Er stammte aus der sächsischen Residenzstadt Dresden, wo er 1818 als Sohn des Polizeileutnants Carl Meister und dessen Ehefrau Amalie Meister geb. Hofmann geboren wurde. Nach dem Besuch der Elementarschule ging er zur Ballettschule am Königlich Sächsischen Hoftheater in Dresden, dem er fast sein ganzes Leben lang die Treue hielt. Nach langem Warten erhielt er 1839 eine Festanstellung als Schauspieler. Nach seiner Entlassung wirkte er von 1845 bis 1847 am Königstädter Theater in Berlin, konnte aber bald wieder nach Dresden zurückkehren, da er die Witwe eines Schauspielerkollegen Pauli geheiratet hatte, die aus adligem Hause stammte (Isiodora geborene Freiin von Friesen) und sein weiteres Fortkommen am Theater in Dresden förderte. 1868 führte er erstmals Regie.
Er starb nach kurzem Krankenlager im Alter von 58 Jahren.

## Ehrungen
- 1875 Ritterkreuz des Königlich Sächsischen Albrechtsordens
- 1876 Ritterkreuz I. Klasse des Sachsen-Ernestinischen Hausordens